# 串田達也
串田 達也（くしだ たつや、1965年 - ）は、日本の男性アニメーション美術監督である。東京都出身。所属はでほぎゃらりー。
俳優の上川隆也とは、高校時代からの旧友である。

## 美術監督作品
- 1987年 レリックアーマーLEGACIAM（美術監督補佐）
- 1988年 冥王計画ゼオライマー（3・4話）
- 1988年 トップをねらえ!（4話）
- 1988年 A.D.ポリス
- 1991年 THE 八犬伝（4・5話、3話美術ボード）
- 1991年 お洒落小僧は花マルッ
- 1991年 老人Z（美術監督補佐）
- 1991年 とべ!くじらのピーク
- 1993年 GOLDEN BOY さすらいのお勉強野郎
- 1995年 MEMORIES（最臭兵器）
- 1995年 精霊使い
- 1997年 HERMES ヘルメス－愛は風の如く
- 1999年 Petshop of Horrors
- 2000年 BLOOD THE LAST VAMPIRE（美術監督補佐）
- 2005年 魔豆奇伝パンダリアン
- 2005年 テニスの王子様 跡部からの贈り物 〜君に捧げるテニプリ祭り〜
- 2005年 ONE PIECE THE MOVIE オマツリ男爵と秘密の島
- 2005年 劇場版ツバサ・クロニクル〜年代記〜 鳥カゴの国の姫君（美術監督補佐）
- 2007年 ヱヴァンゲリヲン新劇場版:序
- 2009年 ヱヴァンゲリヲン新劇場版:破
- 2021年 シン・エヴァンゲリオン劇場版 兼 美術設定
- 2023年 窓ぎわのトットちゃん

## 背景・美術・その他参加作品
- 1987年 王立宇宙軍 オネアミスの翼
- 1988年 トップをねらえ!（5・6話）
- 1988年 AKIRA
- 1989年 機動警察パトレイバー the Movie
- 1993年 LIVE〜泉 野明写真集
- 1994年 マクロスプラス
- 1995年 新機動戦記ガンダムW
- 1995年 新世紀エヴァンゲリオン
- 1996年 魔法使いTai!
- 1996年 X -エックス-劇場版
- 1996年 スレイヤーズ　RETURN
- 1997年 新世紀エヴァンゲリオン劇場版 シト新生
- 1997年 新世紀エヴァンゲリオン劇場版 Air/まごころを、君に
- 1998年 プリンセスナイン 如月女子高野球部（美術設定兼）
- 1998年 ヨコハマ買い出し紀行
- 1999年 ファイナルファンタジーVIII（FIELD DESIGN & CG SUPPORT）
- 2005年 これが私の御主人様
- 2005年 あらしのよるに
- 2006年 時をかける少女
- 2006年 働きマン
- 2007年 Highlander: The Search for Vengeance
- 2007年 天元突破グレンラガン
- 2008年 ONE PIECE THE MOVIE エピソードオブチョッパー+冬に咲く、奇跡の桜
- 2013年 風立ちぬ
- 2013年 かぐや姫の物語
- 2014年 日本アニメ（ーター）見本市 『until You come to me.』
- 2016年 桜流し ヱヴァQバージョン
- 2016年 この世界の片隅に

## 関連人物
- 久高司郎